# United States Antarctic Program
Pour les articles homonymes, voir USAP.

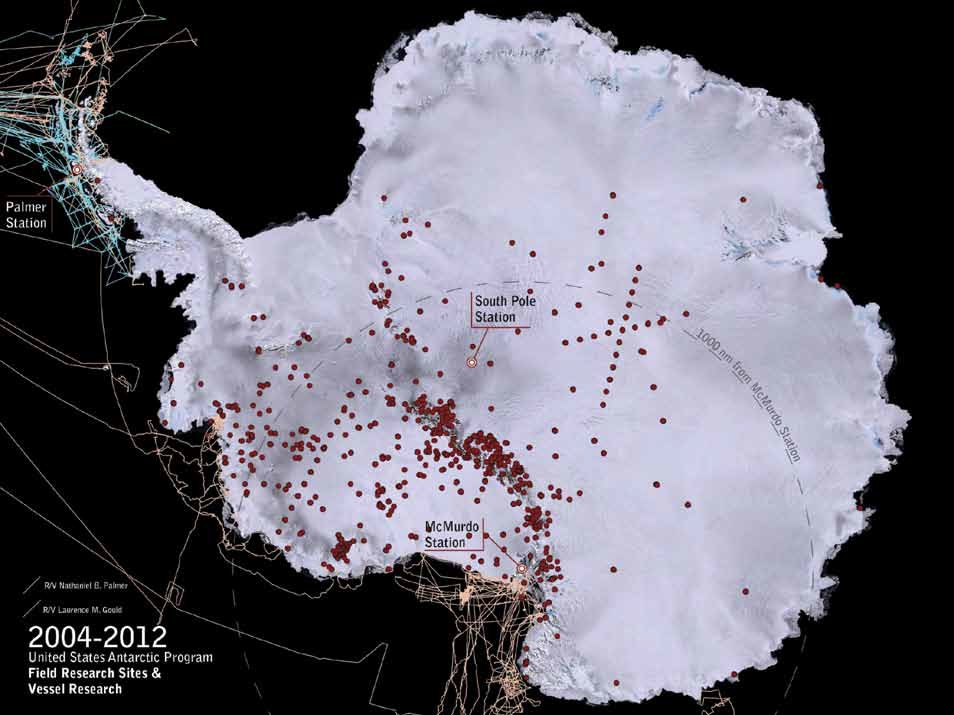
Carte montrant les installations de l'USAP.

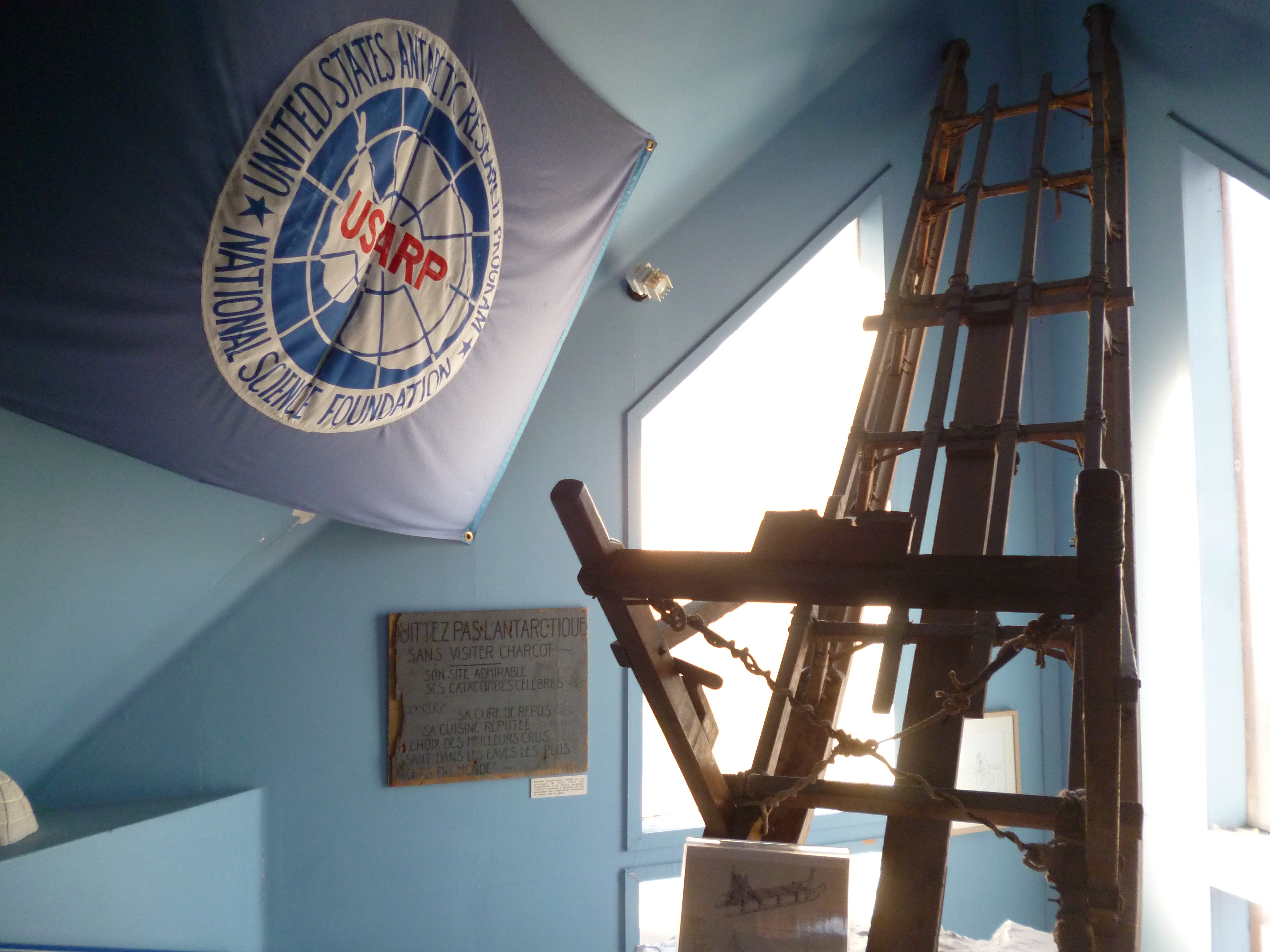
Drapeau de l'USARP au musée Paul-Émile-Victor de Prémanon.

L’United States Antarctic Program ou USAP (de son nom officiel mais peu employé l'United States Antarctic Research Program ou USARP) est une organisation gouvernementale américaine qui est présente en Antarctique. Elle est chargée de coordonner les recherches et les opérations de soutien à la recherche dans cette région du monde.
Ses buts sont : 
D'étendre la connaissance fondamentale de cette région, de stimuler la recherche sur des problèmes scientifiques d'importance qu'ils soient globaux ou locaux et d'utiliser la région comme plate-forme ou base pour soutenir ces recherches.
L'US Antarctic Program a été fondé par le Bureau des programmes polaires de la Fondation nationale pour la science. Il soutient uniquement les recherches qui ne peuvent être faites qu'en Antarctique ou qui peuvent donner de meilleurs résultats si elles sont faites en Antarctique.
En octobre 2013, en raison de la crise budgétaire du gouvernement fédéral américain, la Fondation nationale pour la science a annoncé l'arrêt de l'US Antarctic Program pour un an. Il était prévu que les scientifiques et employés contractuels soient rapatriés aux États-Unis et une équipe réduite au strict minimum laissée sur place pour l'entretien des structures et des équipements. Toutes les recherches non essentielles pour la sécurité humaine ont été suspendues. L'annonce a créé un choc dans la communauté scientifique polaire.
Cependant, après la fin de la crise budgétaire, la NSF a annoncé qu'elle allait restaurer dans la mesure du possible les activités de recherche en Antarctique.